# Cristòfol Castanyer i Bernat
Cristòfol Castanyer i Bernat, més conegut com a Tòfol Castanyer, (Sóller, 26 de maig de 1972) és un corredor de muntanya mallorquí, que actualment forma part de l'equip Salomon Santiveri Outdoor Team. Després d'un període dedicat a l'atletisme de pista i ruta, en els darrers anys ha estat una figura destacada en les curses de muntanya. Al seu palmarès hi destaquen el subcampionat del món de curses de muntanya de l'any 2009, títol que es va adjudicar l'any següent.